# Joshua Fishman
Pour les articles homonymes, voir Fishman.
Joshua Aaron Fishman, (18 juillet 1926 à Philadelphie - 1er mars 2015), est un sociolinguiste américain. Ses travaux ont porté sur la sociologie du langage, la planification linguistique, l'éducation bilingue et les liens entre langage et ethnicité.
Joshua Aaron Fishman est membre honoraire de l'Académie de la langue basque.

## Ses huit stades de l'état d'une langue
- 8 : seuls quelques anciens parlent la langue.
- 7 : seuls des adultes qui ne sont plus en âge de procréer parlent la langue.
- 6 : la langue est parfois utilisée en échange intergénérationnel.
- 5 : la langue est encore bien vivante et utilisée par la communauté.
- 4 : la langue est utilisée à l'école élémentaire.
- 3 : la langue est utilisée dans les commerces et par les employés les moins qualifiés du marché du travail.
- 2 : la langue est utilisée par les médias et le gouvernement local de la communauté minoritaire.
- 1 : la langue est parfois utilisée dans l'éducation supérieure et aux échelons supérieurs du gouvernement.

## Publications
- 1965. Yiddish in America: socio-linguistic description and analysis. Bloomington, Indiana University Press, La Haye, Mouton
- 1966. Language loyalty in the United States; the maintenance and perpetuation of non-English mother tongues by American ethnic and religious groups. La Haye, Mouton
- 1966. Hungarian language maintenance in the United States, Bloomington, Indiana University Press
- 1968. Language problems of developing nations, New York, Wiley
- 1968. Readings in the sociology of language, La Haye, Paris, Mouton
- 1970. Sociolinguistics: a brief introduction, Rowley, Mass, Newbury House
- 1971. Bilingualism in the barrio, Bloomington, Indiana University Press
- 1971-2. Advances in the sociology of language La Haye, Mouton
- 1972. Language in Sociocultural Change. Essays by Joshua A. Fishman Ed. Anwar S. Dil., Stanford, Stanford University Press
- 1972. The sociology of language; an interdisciplinary social science approach to language in society Rowley, Mass., Newbury House
- 1973 (c 1972). Language and nationalism; two integrative essays Rowley, Mass, Newbury House
- 1974. Advances in language planning, La Haye, Mouton
- 1976. Bilingual education: an international sociological perspective Rowley, Mass., Newbury House
- 1977. Advances in the creation and revision of writing systems, La Haye : Mouton
- 1978. Advances in the study of societal multilingualism, La Haye : Mouton
- 1981. Never Say Die: A Thousand Years of Yiddish in Jewish Life and Letters, La Haye, Mouton.  (ISBN 90-279-7978-2)
- 1982. The acquisition of biliteracy: a comparative ethnography of minority ethnolinguistic schools in New York City, New York, N.Y.: Yeshiva University, Ferkauf Graduate School
- 1982. Bilingual education for Hispanic students in the United States, New York, Teachers College Press
- 1983. Progress in language planning: international perspectives, Berlin et New York, Mouton.
- 1985. The rise and fall of the ethnic revival: perspectives on language and ethnicity, Berlin & New York: Mouton
- 1987. Ideology, Society and Language: The Odyssey of Nathan Birnbaum. Ann Arbor: Karoma Publishers
- 1991. Bilingual education, Amsterdam et Philadelphie, J. Benjamins Pub. Co.
- 1991. Reversing language Shift: Theory and Practice of Assistance to Threatened Languages, Clevedon, Multilingual Matters.  (ISBN 185359122X)  (ISBN 978-1-85359-122-8)
- 1991. Language and Ethnicity, Amsterdam et Philadelphie, J. Benjamins Pub. Co
- 1996. Post-Imperial English: The Status of English in Former British and American Colonies and Spheres of Influence, (ed.) Mouton de Gruyter, Berlin
- 1997. In Praise of the Beloved Language; The Content of Positive Ethnolinguistic Consciousness, Berlin, Mouton de Gruyter
- 1997. The Multilingual Apple: Languages in New York (with Ofelia Garcia). Berlin, Mouton de Gruyter
- 1999. Handbook of Language and Ethnicity, (ed.). New York, Oxford University Press. Revised ed. 2009.  (ISBN 0195374924)
- 2000. Can Threatened Languages Be Saved?, Clevedon, Multilingual Matters
- 2006. Do Not Leave Your Language Alone: The Hidden Status Agendas Within Corpus Planning in Language Policy, Lawrence Erlbaum Associates.  (ISBN 0805850244)  (ISBN 978-0-8058-5024-6)